# Scleromastax ovatipennis
Scleromastax ovatipennis är en insektsart som beskrevs av Marius Descamps 1973. Scleromastax ovatipennis ingår i släktet Scleromastax och familjen Euschmidtiidae. Inga underarter finns listade i Catalogue of Life.